# Estatutos de Nieszawa
Los estatutos de Nieszawa (en polaco: statuty nieszawskie) fueron un conjunto de leyes del Reino de Polonia promulgadas en 1454 en la ciudad de Nieszawa (centro-norte de Polonia). En los estatutos el rey Casimiro IV Jagiellon hizo un gran número de concesiones a la nobleza polaca (szlachta) a cambio de su apoyo en la guerra de los Trece Años. Entre otras cosas, los estatutos requirieron al Rey la aprobación de la nobleza para promulgar nuevas leyes, realizar levas armadas (pospolite ruszenie), declarar la guerra o imponer nuevos impuestos. Los estatutos fortalecieron así la posición de la nobleza a expensas de otros grupos sociales.
Con los estatutos de Nieszawa, Casimiro (1427–1492) – hermano  de Vladislao III de Polonia (1424–1444), el rey de Hungría – también logró aprovecharse de la división entre los grandes magnates polacos y la mucho más amplia baja nobleza que era la mayoría de la szlachta. El estatuto limitaba sustancialmente el poder de los primeros a cambio de nuevos privilegios para los segundos. Igualmente importante, fue la reducción significativa de la autonomía de la Iglesia, controlada por el cardenal Zbigniew Oleśnicki (uno de los magnates más poderosos), que pasó a recibir los nombramientos episcopales por designación real.